# 瓦斯卡科查湖 (莫羅科查區)
11°35′38″S 76°05′58″W / 11.59389°S 76.09944°W
瓦斯卡科查湖（Waskhaqucha），是秘魯的湖泊，位於該國中部胡寧大區，由堯利省的莫羅科查區負責管轄，處於瓦克拉科查湖以東，長0.18公里、寬0.01公里。